# 환위환질법
환위법 또는 환질법 또는 환질환위법 또는 환위환질법(換位換質法)은 논리학에서 대위법과 함께 대표적인 직접추론의 방법이다.

## 직접추론
직접추론은 2개 이상의 명제를 전제로 하는 간접추론인 삼단논법이나 귀납법과는 달리 단 1개의 명제로부터 다른 명제를 직접 추론하는 방식이다.

## 환위법
환위법(換位法)은 주어진 명제로부터 그것의 빈사(賓辭)를 주사(主辭)로 하고 주사를 빈사로 하는 위치 변형을 통해 새로운 판단을 이끌어 내는 추론 방식이다. 어떤 개념을 정의하는 정언명제 가운데 전칭 부정 명제, 특칭 긍정 명제는 그대로 환위되나, ‘모든 인간은 동물이다.’와 같은 전칭 긍정 판단에서는 ‘약간의 동물은 인간이다.’와 같은 특칭 긍정 판단밖에 이끌어 낼 수 없고 특칭 부정 판단은 환위될 수 없다.

## 환질법
환질법(換質法)은 주어진 명제의 주사(主辭)를 주사로, 빈사(賓辭)의 모순 개념을 빈사로 하고 동시에 원판단(元判斷)인 명제의 질을 달리하여 그와 동일한 의미 내용을 주장하는 새로운 판단을 이끌어 내는 추론 방식이다. 이를테면 ‘이것은 큰 나무다.’를 ‘이것은 크지 않은 나무가 아니다.’로 하는 부정 따위이다.

## 환위환질법과 환질환위법
환위환질법(換位換質法)은 환위법으로 추론된 판단을 다시 환질법으로 추론하는 방식이며 환질환위법(換質換位法)은 환질법으로 추론한 명제를 다시 환위법으로 추론하는 방식으로 이를테면 ‘모든 사람은 동물이다.’를 우선 질을 바꾸어, ‘모든 사람은 비동물이 아니다.’로 하고, 다시 이 판단의 주사와 빈사의 위치를 바꾸어 ‘모든 비동물은 사람이 아니다.’로 하는 경우이다.

## 한량한위법
한량환위법(限量換位法) 또는 제한한위법은 전칭 긍정 판단을 환위하는 환위법의 하나이다.

## 같이 보기
- 삼단논법
- 연역추론
- 귀납법